# بیگ دلتا (آلاسکا)
بیگ دلتا (به انگلیسی: Big Delta) شهری در ناحیه سرشماری ساوت‌ایست فیربنکس ایالت آلاسکا است که جمعیت آن در سرشماری سال ۲۰۰۰ میلادی ۷۴۹ نفر بوده‌است.